# Marc Papiri Carventà
Marc Papiri Carventà (en llatí: Marcus o Caius Papirius Carventanus o Carvetus) va ser un magistrat romà del que se'n saben molt poques coses. Segurament formava part de la gens Papíria, una família plebea molt antiga.
Sembla que va ser cònsol l'any 458 aC, juntament amb Gai Nauci Rútil, però segurament devia morir a l'inici del seu mandat, ja que tant Titus Livi com Diodor de Sicília diuen que els cònsols d'aquell any van ser Gai Nauci Rútil i Luci Minuci Esquilí Augurí. Els Fasti, en canvi parlen d'un Papirius Carvetus o Carventanus que va ser cònsol ordinari amb Nauci Rútil.